# Ağusəm
Ağusəm è un comune dell'Azerbaigian situato nel distretto di Cəlilabad. Conta una popolazione di 549 abitanti.